# Falkland (Szkocja)
Falkland – wieś we wschodniej Szkocji, w hrabstwie Fife, położona u północnego podnóża wzgórza East Lomond. W 2011 roku liczyła 1096 mieszkańców.
W przeszłości miejscowość była ośrodkiem przemysłu włókienniczego. Znajduje się tu dawna rezydencja królów Szkocji, Falkland Palace.